# Liam Delap
Liam Rory Delap, född 2 februari 2003 i Winchester i England, är en engelsk fotbollsspelare som spelar för Chelsea.

## Klubblagskarriär

### Tidig karriär
Delap gick med i Manchester Citys akademi år 2019 då han kom från moderklubben Derby County. Trots sin unga ålder hade han vid det här laget testat på spel med flera av Englands ungdomslag och gjort imponerande insatser för Derbys U18-lag. Delap gjorde ett mål och var involverad i två andra när Manchester City vann finalen i U20 Premier League Cup då man slog Stoke City med 6–0.

### Manchester City

#### Säsongen 2020/21: Utveckling och debut
Den 24 september 2020 debuterade Delap för Manchester City i en 2–1-vinst över Bournemouth i Ligacupen, där han även gjorde matchens första mål i den 18:e matchminuten. Efter matchen berömde tränaren Pep Guardiola honom och bekräftade att han skulle fortsätta träna med Manchester Citys A-lag.
Den 27 september 2020 gjorde Delap sin debut i Premier League när man förlorade med 5–2 mot Leicester City. Delap kom in som ersättare av Fernandinho i den 51:a matchminuten. I april 2021 bekräftade Pep Guardiola att Delap skulle flyttas upp till A-laget permanent inför säsongen 2021/22.
Delap vann sin första titel med klubben den 25 april 2021 när Manchester City besegrade Tottenham med 1–0 i Ligacup-finalen på Wembley Stadium. Delap var dock inte uttagen till spelartruppen och fick istället följa matchen på läktaren.

#### Säsongen 2021/22: Skadad och roterande roll
Under försäsongen inför säsongen 2021/22 åkte Delap på en skada i foten. Detta ledde till att han missade Community Shield mot Leicester som Manchester City förlorade med 1–0 och premiären i Premier League mot Tottenham som man även där förlorade med 1–0.
Under försäsongen kom det även in rykten att Delap var på väg att lånas ut, då framför allt till en Championship-klubb. I augusti 2021 kom information in att Delap hade varit på besökt hos Stoke Citys träningsanläggning, klubben där hans far, Rory Delap, var en legend. Andra klubbar som skall varit intresserade var Millwall, Birmingham City, Middlesbrough och West Brom. West Brom hade säsongen innan spelat i Premier League. Den 20 augusti 2021 förnyade Delap sitt kontrakt med City med 3 år vilket gjorde honom knuten till klubben fram till och med sommaren 2026.
Efter ett antal skador gjorde han sitt första framträdande för säsongen som avbytare i FA-cupens tredje omgång mot Fulham i februari 2022, och kom även in under en 4–0-seger över Norwich City i Premier League, där han sedan jobbade fram en straff åt laget. Raheem Sterling missade straffen men slog sedan in sin egen retur.
Den 15 februari 2022 gjorde han Champions League-debut när City slog Sporting Lissabon på bortaplan och vann med 5–0 i den första matchen av 16-delsfinalen. Delap kom in i den 84:e matchminuten mot Bernardo Silva.

#### Stoke City (lån)
Den 18 augusti 2022 lånades Delap ut till Stoke City på ett säsongslån.

#### Hull City (lån)
Den 2 juli 2023 lånades Delap ut till Hull City på ett säsongslån.

### Ipswich Town
Den 13 juli 2024 värvades Delap av nyuppflyttade Premier League-klubben Ipswich Town, där han skrev på ett femårskontrakt.

## Landslagskarriär

### Ungdomslagen
Delap har representerat England på mer eller mindre alla ungdomsnivåer. Han slutade som toppskytt vid Mercedes-Benz Aegean Tournament 2019 för U16 i Turkiet och tog därmed klivet till U17-laget.
Den 29 mars 2021 debuterade Delap för Englands U18 i en 2–0-seger borta mot Wales på Leckwith Stadium. Där han även gjorde ett av målen på straff i den 65:e matchminuten.

## Privatliv
Delap är son till den före detta fotbollsspelaren Rory Delap, som under sin karriär representerade Irlands landslag och ett flertal klassiska engelskaklubbar, exempelvis Sunderland, Stoke City och Derby. Delaps farfar och tre farbröder är ursprungligen från Letterkenny i County Donegal.

## Statistik

### Klubblagsstatistik
| Klubb                                                 | Säsong            | Inhemsk liga      | Inhemsk liga | Inhemsk liga | Nat. täv. | Nat. täv. | Internat. täv. | Internat. täv. | Totalt | Totalt |
| Klubb                                                 | Säsong            | Serie             | SM           | Mål          | SM        | Mål       | SM             | Mål            | SM     | Mål    |
| ----------------------------------------------------- | ----------------- | ----------------- | ------------ | ------------ | --------- | --------- | -------------- | -------------- | ------ | ------ |
| Manchester City                                       | 2020/21           | Premier League    | 1            | 0            | 2         | 1         | 0              | 0              | 3      | 1      |
| Manchester City                                       | Totalt i klubblag | Totalt i klubblag | 1            | 0            | 2         | 1         | 0              | 0              | 3      | 1      |
| Antal matcher och mål är korrekt per den 9 april 2021 |                   |                   |              |              |           |           |                |                |        |        |

## Meriter
| Lagmeriter      | Lagmeriter      | Lagmeriter      |
| Manchester City | Manchester City | Manchester City |
| --------------- | --------------- | --------------- |
| Ligacupen       | (1)             | 2020/21         |